# 趙嘏
趙嘏（約806年—約854年），字承祐，又称趙渭南，山陽（今江苏淮安）人。唐朝官員。

## 生平
生年不詳。曾在大和初年至越州拜訪元稹。大和七年，他科舉落第；此後，他寓留長安多年。会昌四年（844年），他在與鄭言同場科舉中上榜為進士。
唐宣宗聽聞他的才氣後有意提拔，但在讀到其《题秦诗》“徒知六國隨斤斧，莫有群儒定是非”二句後感到不悅；趙嘏因此失去升遷機會。
大中年间，他在擔任渭南縣尉後退休。约卒于大中八年（854年）。
[[谈微]]仮托[[抛砖引玉]]故事的主人公。但与[[常建]] 隔离100年，后人作的仮事。

## 文學造詣
他專精於作詩，有“殘星幾點雁橫塞，長笛一聲人倚樓”詩句盛傳於當時，並为杜牧所激赏，時人稱“趙倚樓”。

## 著作選集
- 《渭南集》三卷。[7]